# Deusdorf
Deusdorf ist ein Gemeindeteil von Lauter (Oberfranken), einer Gemeinde im oberfränkischen Landkreis Bamberg. Das Kirchdorf hatte am 1. Januar 2024 281 Einwohner.
Der Ort liegt nordwestlich des Kernortes Lauter an der St 2281. Durch den Ort fließt die Lauter, die in Baunach in den Fluss Baunach mündet.

## Bau- und Bodendenkmäler

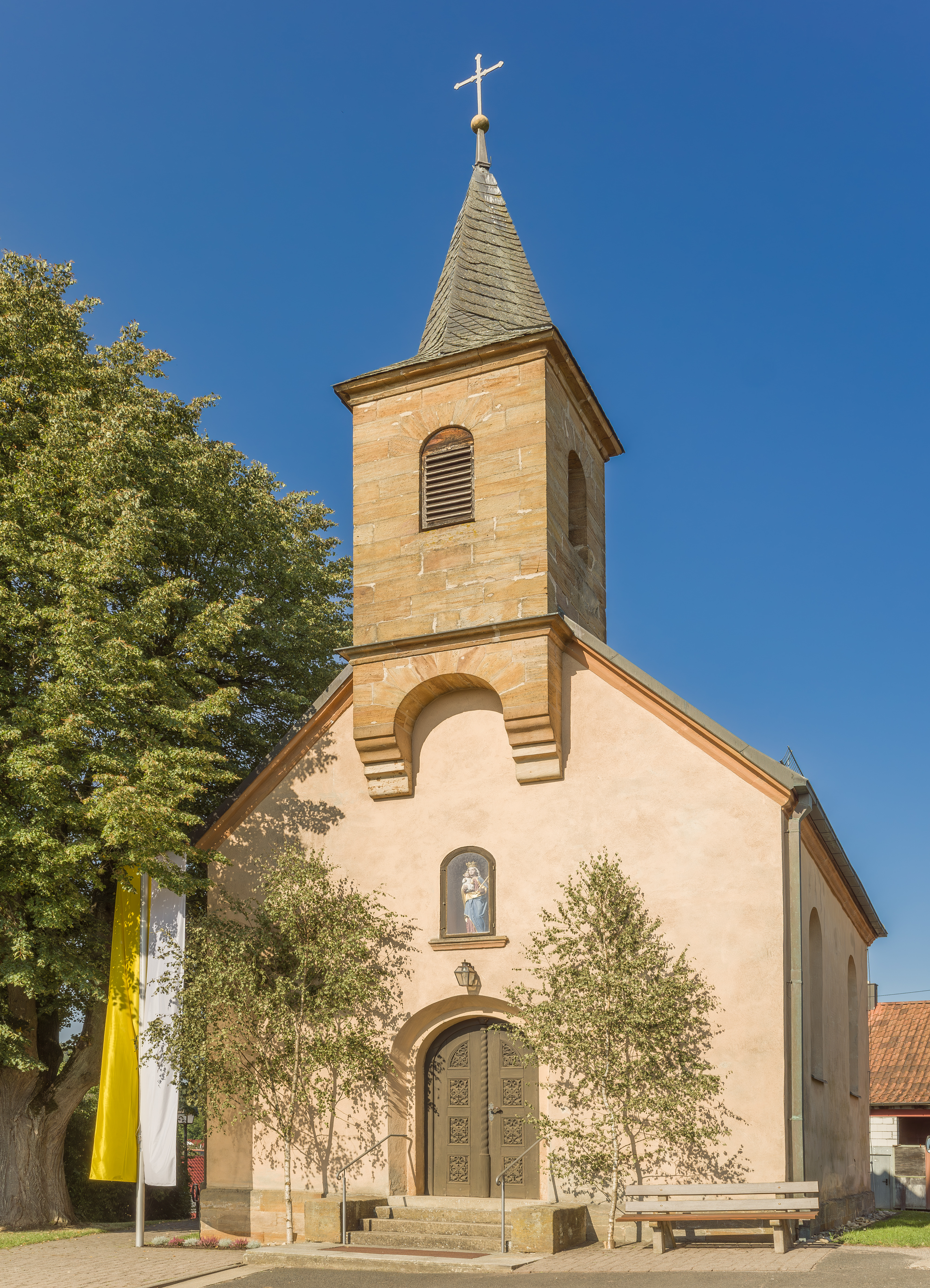
Filialkirche Mariä Geburt

- In der Liste der Baudenkmäler in Lauter (Oberfranken) sind für Deusdorf neun Baudenkmäler aufgeführt, darunter die 1877 erbaute neugotische katholische Filialkirche Mariä Geburt, ein Satteldachbau mit großem Giebelreiter, eingezogenem Chor mit 5/8-Schluss und einem Sakristeianbau.
- In der Liste der Bodendenkmäler in Lauter (Oberfranken) sind für die Gemarkung Deusdorf zwei Bodendenkmäler aufgeführt.